# 中上育実
中上 育実（なかがみ いくみ、6月18日 - ）は、日本の女性声優。東京都出身。アクセント所属。

## 来歴・人物
声優を志望する前は、少女漫画家志望であった。
東京アナウンス学院卒業。その後、アクセント付属養成所シャイン7期生を経てアクセントに所属。
2009年から奇数月の第3金曜日に東京・高円寺にて自主イベント『聖★めろんぱんぬ学園』をイマダトムと主宰している。ちなみに193名義で『聖★めろんぱんぬ学園』で歌われる『聖★めろんぱんぬ学園校歌』の作詞・作曲を、『Sun 3 さんらいず』の作詞を担当している。
2020年7月クラウドファンディングサイトCAMPFIREにてクラウドファンディング企画を行い目標額に達した。。
私生活では、2012年頃に一般会社員の男性と結婚しており、結婚直後にアニメ初レギュラーとなる『ガールズ&パンツァー』（秋山優花里役）を演じることになったこともあり、仕事優先の状況であったが、結婚4年目で第1子を妊娠したことが判明したため、2015年3月31日に更新した自身の公式ブログにて結婚及び妊娠の事実を公表。同年8月19日に第1子の男児出産。2017年9月4日には第2子の男児を無事出産したことを、自身のブログ・Twitter上にて報告している。2022年3月20日に更新した自身のYouTubeチャンネルにて第3子の妊娠を発表。同年7月20日に第3子の女児出産を自身のTwitterで報告した。
趣味はメロンパンを愛でること、特技はイラスト、ピアノ、料理。

## 出演
太字はメインキャラクター。

### テレビアニメ
2008年
- 恋姫†無双（子供）

2009年
- 獣の奏者エリン（ヌガン〈少年期〉）
- はじめの一歩 New Challenger（観客）

2010年
- 侵略!イカ娘（少年A）
- スーパーロボット大戦OG -ジ・インスペクター-（シロガネオペレーター、女性オペレーターC、秘書A）
- ひだまりスケッチ×☆☆☆（女子B、夏目の母、優） - 1シリーズ ＋ 特別編
- 星新一ショートショート（ぼろ屋の住人）
- メタルファイト ベイブレード（子供B）

2011年
- 青の祓魔師（2011年 - 2025年、瀬戸、シェミハザ） - 3シリーズ
- たまゆら〜hitotose〜（女子大生）
- まりあ†ほりっく あらいぶ（一ツ橋瑛〈親衛隊A〉）
- よんでますよ、アザゼルさん。（2011年 - 2013年、レポーター、ガキ、ラッキー） - 2シリーズ

2012年
- エウレカセブンAO（アナウンサー、アナウンス）
- おじゃる丸（子ども）
- ガールズ&パンツァー（秋山優花里）
- PSYCHO-PASS サイコパス（アバター）
- スマイルプリキュア!（女子生徒、緑川ゆうた、藤川あみ、子ども、本田あや）
- たまごっち! シリーズ（2012年 - 2015年、ゆめキャンっち、ピンクバグっち、ペコペコっち、めぶきっち、りんくるっち、トロトロ婦人っち、がまぐちおばっち、ボートっち、フーコっち、シッターぽけっち、タコバルーンっち 他） - 3シリーズ
- ROBOTICS;NOTES（アナウンス）

2013年
- RDG レッドデータガール（秋乃川玲奈）
- IS 〈インフィニット・ストラトス〉2（黒ウサギ隊）
- ぎんぎつね（魁）
- 絶園のテンペスト（アナウンサー、女、キャスターA）
- 探偵オペラ ミルキィホームズ シリーズ（2013年 - 2015年、十津川警子 (麗しき破滅の桃)） - 2シリーズ
- WHITE ALBUM2（水沢依緒）

2014年
- うーさーのその日暮らし 覚醒編（秋山優花里）
- キャプテン・アース（レナ）
- ジョジョの奇妙な冒険 スターダストクルセイダース（女生徒C）
- ソウルイーターノット!（つぐみの母親）
- ばらかもん（音楽教師）

2018年
- ぱすてるらいふ（大和麻弥）
- 実験品家族 -クリーチャーズ・ファミリー・デイズ-（おばさん、店員）
- BanG Dream! ガルパ☆ピコ（2018年 - 2022年、大和麻弥 ） - 3シリーズ

2019年
- BanG Dream!（2019年 - 2022年、大和麻弥） - 2シリーズ + 1作品

### 劇場アニメ
- トワノクオン（2011年、ユウジ）
- ガールズ&パンツァー 劇場版（2015年～秋山優花里）
- BanG Dream! FILM LIVE / 2nd Stage（2019年 - 2021年、大和麻弥 [24][25]） - 2作品
- 劇場版 BanG Dream! Episode of Roselia II：Song I am.（2021年、大和麻弥）
- 劇場版 BanG Dream! ぽっぴん'どりーむ!（2022年、大和麻弥）

### OVA
- バカとテストと召喚獣 〜祭〜（2011年、菊入真由美）
- ガールズ&パンツァー（2013年、秋山優花里）
- ガールズ&パンツァー「これが本当のアンツィオ戦です!」（2014年、秋山優花里[26]）
- ガールズ&パンツァー 最終章（2017年 - 2023年、秋山優花里、トミ）

### Webアニメ
- OBSOLETE（2020年、三剣ミコト[27]）

### ゲーム
2011年
- 迷宮クロスブラッド リローデッド（御舟亜李子）
- The Elder Scrolls V: Skyrim

2012年
- 円卓の生徒 The Eternal Legend（チュップ）
- WHITE ALBUM2 幸せの向こう側（水沢依緒）

2013年
- アンジュ・ヴィエルジュ 〜第2風紀委員 ガールズバトル〜（東条遥、音羽ツバサ）
- コール オブ デューティ ゴースト
- 迷宮クロスブラッド インフィニティ（御舟亜李子）
- 嫁コレ（秋山優花里）
- リング☆ドリーム 女子プロレス大戦（赤ずきん、ムー成田）
- レゴシティ アンダーカバー（エリー・フィリップス）

2014年
- 82Hブロッサム（堂島瑞穂）
- ガールズ&パンツァー 戦車道、極めます!（秋山優花里）
- 剣の街の異邦人（来栖アンナ）
- ゼルダ無双（ルト）
- 東京新世録 オペレーションアビス（御船アリス）
- フリーダムウォーズ（ニーナ・“エリザベス”・ディアス）
- World of Tanks（秋山優花里） - 追加ボイスパッチ
- ToHeartハートフルパーティ（クリン）

2015年
- ゼノブレイドクロス（アクセナ） - DLC追加キャラクター
- 東京新世録 オペレーションバベル（御舟アリス）
- ミリ姫大戦 −Militärische Mädchen−（タールツァイ、カリウス、クニスペル、ケルシャー）
- モンスターハンター エクスプロア（アルゴー）
- レイギガント（レドニー・シフィアス）

2016年
- 誰ガ為のアルケミスト（アル）

2017年
- バンドリ！ ガールズバンドパーティ！（2017年 - 2023年、大和麻弥）
- グラフィティスマッシュ（ラビットさん）
- 進撃の巨人2〜未来の座標〜（女性兵士5）

2018年
- ガールズ&パンツァー ドリームタンクマッチ（秋山優花里）

2021年
- 魔界戦記ディスガイア6（マジョレーヌ）

2025年
- ゼノブレイドクロス ディフィニティブエディション（アクセナ）

### ドラマCD
- リストランテ・パラディーゾ（ヴァンナの娘）
- 神様のメモ帳（女性客）
- 裏切りは僕の名前を知っている2
- 桃組+戦記（生徒）
- 独裁者の恋（水瀬祐（少年期））
- 誘惑レシピ（のり子）
- 愛かもしれない（女子社員）
- 素直になれ!（白馬院葵（少年期））
- (株)ツバメ警備保障 EDテーマ曲『グリーン★デイズ』（歌唱）
- 鬼のずんぼらぶー～そこのけもののけ事件帖番外編（阿狐姫）

### ラジオドラマ
- あさひるばん ビギニング（2013年、阪元幸子〈幸っちん〉[48]）

### デジタルコミック
- メンタル強め美女白川さん（2022年、町田さん）

### 吹き替え

#### 実写
- iCarly（キャシー）
- 美男〈イケメン〉ラーメン店（ユン・ソイ）
- サラの鍵（サラ・スタルジンスキ）
- CSI:科学捜査班
- CSI:マイアミ
- ジーク アンド ルーサー（リサ）
- シークレット・サークル
- スイート・ライフ/ザ・ムービー
- 世界侵略: ロサンゼルス決戦
- 孫子兵法
- スレッシュホールドThe Last Plan（少年）
- ネイキッドブラザーズバンド（ミッチー、ジョニー）
- ブログ犬 スタン（クロエ）
- ホームラン 人生の再試合（タイラー）
- ムービー43（スーパーガール〈クリスティン・ベル〉）
- 47RONIN（侍女3）
- ブルーブラッド 〜NYPD家族の絆〜

#### アニメ
- 怪盗グルーのミニオン危機一発（リサ）
- 劇場版ミッフィー どうぶつえんで宝さがし（メラニー[49]）
- ぞうのババール バドゥのだいぼうけん（ジェイク）
- マイリトルポニー〜トモダチは魔法〜（ローズ、ツイスト、ナースポニー、オレンジおばさん、アッパークラスト、ユニコーン1、ポニー1、緑のポニー、おしゃれポニー、付添いポニー）
- ムークのせかいりょこう（ポポ）
- ロボカーポリー（キャップ、サム）

### ラジオ
※はインターネット配信。
- 『やっぱり安達は止められない!?』（2008年 - 2013年、メディア横丁※） - アシスタントパーソナリティ

※ 『Pastel*Palettesのしゅわりんラジオ』 (2021年 -) - メインパーソナリティ

### CM
- 電通（テレビドガッチ） はこいりねこ
- アジアホールディングス（NACK5）

### インターネットテレビ
- Pastel*PalettesのしゅわりんTV（2020年 - 、YouTube）

### パチンコ・スロット
- 探偵歌劇 ミルキィホームズTD 消えた7と奇跡の歌（2016年、十津川警子[50]）

### その他コンテンツ
- 華麗なる食卓（レフェリー）
- 蒼空のフロンティア
- スマイルプリキュア! ミュージカルショー（子ハサミ）
- ちゃとらとはちわれ（モカ、ぽっぽ、コムギ）
- よくわかる！陸上自衛隊（オーディオコメンタリー「不肖・秋山優花里の戦車講座」出張版）
- 小笠原海運 おがさわら丸(3代目) 船内放送
- ガールズ＆パンツァー公式戦車道ボードゲーム 『ぱんつぁー・ふぉー！』 解説DVD[51]
- 桜木学園癒やし部～2年B組・電気未来編。無口なあの子のはじめてのASMR～（2020年、電気未来）
- オーディオドラマ『私の教祖さま』（2022年、麻衣[52]）

## ディスコグラフィ

### キャラクターソング
| 発売日         | タイトル                                                                                              | 歌                                                                   | 楽曲                                               | 備考                                                   |
| -------------- | --- | -------------------------------------------------------------------- | -------------------------------------------------- | ------------------------------------------------------ |
| 2012年11月7日  | Enter Enter MISSION!                                                                                  | あんこうチーム                                                       | 「Enter Enter MISSION!」                           | テレビアニメ『ガールズ&パンツァー』エンディングテーマ  |
| 2012年11月7日  | Enter Enter MISSION!                                                                                  | あんこうチーム                                                       | 「それゆけ！乙女の戦車道!!」                       | テレビアニメ『ガールズ&パンツァー』関連曲              |
| 2012年12月5日  | ガールズ&パンツァー キャラクターソング vol.4 秋山優花里                                               | 秋山優花里（中上育実）                                               | 「戦車道恋唄！」 「1PLDK」                         | テレビアニメ『ガールズ&パンツァー』関連曲              |
| 2013年8月7日   | ガールズ&パンツァー ファンディスクCD ディープパンツァーCDです！                                       | あんこうチーム                                                       | 「戦車道行進曲」 「雪の進軍」                      | テレビアニメ『ガールズ&パンツァー』関連曲              |
| 2016年3月16日  | 遊技機『ガールズ＆パンツァー』ボーカルミニアルバム「音楽道、はじめました！」                          | あんこうチーム                                                       | 「GOING PANZER WAY!」 「DreamRiser あんこう ver.」 | パチスロ『ガールズ＆パンツァー』関連曲                 |
| 2017年12月13日 | Enter Enter MISSION! 最終章ver.                                                                       | あんこうチーム                                                       | 「Enter Enter MISSION! 最終章ver.」                | OVA『ガールズ&パンツァー 最終章』エンディングテーマ    |
| 2017年12月13日 | Enter Enter MISSION! 最終章ver.                                                                       | あんこうチーム                                                       | 「Long and Shining Road」                          | OVA『ガールズ&パンツァー 最終章』イメージソング        |
| 2021年3月26日  | OBSOLETE BD下巻特典CD                                                                                 | 九葉このか（悠木碧）、三剣ミコト（中上育実）、七星ななみ（斎藤千和） | 「夢、希望、そして私達の未来!!」                   | Webアニメ『OBSOLETE』劇中歌                            |
| 2023年2月16日  | パチンコ・パチスロ『ガールズ&パンツァー 劇場版』ボーカルミニアルバム「音楽道、まだまだ邁進中です!!!」 | あんこうチーム                                                       | 「Keep On Marching」                               | パチンコ・パチスロ『ガールズ&パンツァー 劇場版』関連曲 |